# ЛГБТ+ туризам
ЛГБТ+ туризам (или геј туризам) је облик туризма који се промовише за геј, лезбијке, бисексуалне и трансродне (ЛГБТ) лица. Људи понекад могу бити отворени по питању своје сексуалне оријентације и родног идентитета, али мање у областима познатим по насиљу над ЛГБТ особама.
Главне компоненте ЛГБТ туризма укључују: дестинације, смештај и туристичке услуге које желе да привуку ЛГБТ туристе; људи који желе да путују на дестинације погодне за ЛГБТ; људи који желе да путују са другим ЛГБТ особама када путују без обзира на дестинацију; и ЛГБТ путници који се углавном баве културним и безбедносним питањима. Сленговски израз гаицатион је почео да имплицира верзију одмора која укључује изражен аспект ЛГБТ културе, било на путу или дестинацији. ЛГБТ туристичка индустрија укључује дестинације (туристичке канцеларије и ЦВБ), туристичке агенте, смештајне и хотелске групе, туристичке компаније, крстарења и компаније за оглашавање и промоције путовања које пласирају ове дестинације геј заједници. Поклапајући се са повећаном видљивошћу ЛГБТ особа које одгајају децу током 1990-их, пораст породичног ЛГБТ туризма се појавио 2000-их, на пример Р породични одмор који укључује активности и забаву усмерене на парове, укључујући истополна венчања. Прво Р крстарење за породице одржано је на броду Норвегиан Цруисе Линес Норвегиан Давн са 1600 путника укључујући 600 деце.
Велике компаније у туристичкој индустрији постале су свесне значајног новца (такође познатог као „ружичасти новац“) који генерише ова маркетиншка ниша и ставиле су на циљ да се придруже геј заједници и кампањама геј туризма. Према извештају Травел Университи из 2000. године, 10% међународних туриста су били гејеви и лезбијке, што чини више од 70 милиона долазака широм света. Очекује се да ће овај сегмент тржишта наставити да расте као резултат сталног прихватања ЛГБТ особа и промене ставова према сексуалним и родним мањинама. Изван већих компанија, ЛГБТ туристима се нуде други традиционални туристички алати, као што су мреже ЛГБТ појединаца који једни другима нуде гостопримство током путовања, па чак и замену кућа у којима људи живе у својим домовима. Такође, широм света су доступне друштвене групе за геј, лезбијке, бисексуалне и трансродне исељенике и пријатеље који живе и посећују их.